# Matthias Prasse
Matthias Prasse (* 29. August 1972 in Quedlinburg) ist ein deutscher Kulturhistoriker und Denkmalpfleger.

## Leben
Prasse studierte Kulturwissenschaften mit Schwerpunkt Geschichte und Kulturmarketing an der Fernuniversität Hagen. 2006 absolvierte er als Stipendiat der Deutschen Stiftung Denkmalschutz ein Ergänzungsstudium für Denkmalpflege und Bestandsentwicklung. Er ist freiberuflich als Ausstellungsmacher und Dozent tätig.
Als Ideengeber und Projektleiter konzipierte er u. a. die Ausstellungen „Schlösser und Gärten zwischen Elbe und Fläming“, „Mit Kreuz, Schwert und Pflugschar – Der Deutsche Orden in Mitteldeutschland“, „DIE ELBE. Biographie eines Flusses“, „Die Entdeckung der Heimat. Anhalt in historischen Ansichten aus drei Jahrhunderten“ und „1813. Für Freiheit und Einheit“.
Seit 2009 schreibt er die wöchentliche Artikelserie MZ-Schlössertour bei der Tageszeitung Mitteldeutsche Zeitung (MZ). Zu seinen Publikationen gehört das Buch „Arkadien am Elbstrom“.
Prasse ist Administrator (Verwalter) der ehemaligen Deutschordenskommende St. Elisabeth in Buro (Anhalt).
Im Jubiläumsjahr „2012 - 800 Jahre Anhalt“ war er im Auftrag der Evangelischen Landeskirche Anhalts der offizielle „Anhalt-Schreiber“. Prasse ist Vorsitzender des 2015 gegründeten Vereins Historische Häuser und Gärten Sachsen-Anhalt.

## Publikationen
- Coswig (Anhalt). Altstadt, Schloß und Stadtkirche. Dresden 2007, ISBN 978-3-00-023549-8.
- Der Deutsche Ritterorden in Buro. Dresden 2008, ISBN 978-3-00-024926-6.
- Schloss Coswig in Anhalt. Ein Führer zu Geschichte und Architektur. Dresden 2009, ISBN 978-3-00-027631-6.
- Stadtkirche St. Nicolai und ehemaliges Dominikanerinnenkloster in Coswig (Anh.). Dresden 2009, ISBN 978-3-00-027632-3.
- Arkadien am Elbstrom. Die Wiederentdeckung einer vergessenen Kulturlandschaft. Dresden 2010, ISBN 978-3-00-030860-4.
- Kurze illustrierte Geschichte des Landes Anhalt. Dresden 2013, ISBN 978-3-00-040367-5.
- 1813. Für Freiheit und Einheit – Patriotische Kunst der Befreiungskriege. Dresden 2013, ISBN 978-3-00-040366-8.
- Schloss Dieskau und die Familie von Rauchhaupt. Herrenhaus-Kultur-Verlag, Coswig 2016, ISBN 978-3-9817309-2-0.
- Bischofsburg Burgliebenau. Herrenhaus-Kultur-Verlag, Coswig 2017, ISBN 978-3-9817309-5-1.